# Slovenské ľudové noviny
Slovenské ľudové noviny (magyarul szlovák népújság) a Szlovák Néppárt hivatalos lapja volt a Magyar Királyságban, majd Csehszlovákiában. A szlovák nyelven megjelenő lap elődje az 1870-ben Szakolcán alapított Katolícke noviny (magyarul katolikus újság) volt, amely 1905-ben vált a Szlovák Néppárt hivatalos sajtótermékévé. Arculatváltását követően 1906-tól Ľudové noviny (magyarul népújság), 1910-től Slovenské ľudové noviny lapcímen adták ki. Szerkesztőségét ekkor Pozsonyba helyezték át. Utolsó lapszáma 1930-ban jelent meg.